# Andrés Allamand
Andrés Allamand Zavala (Santiago, 7 de febrero de 1956) es un abogado y político chileno, uno de los fundadores del Movimiento de Unión Nacional (MUN) y de Renovación Nacional (RN), de los que ha sido presidente. En la actualidad, es el titular de la Secretaría General Iberoamericana desde 2022. Anteriormente, se desempeñó como ministro de Relaciones Exteriores de su país, bajo el segundo gobierno del presidente Sebastián Piñera, desde 2020 hasta 2022.
Entre 1994 y 1998 ejerció como diputado de la República en representación del antiguo Distrito N.º 23 (correspondiente a las comunas de Las Condes, Vitacura y Lo Barnechea) de la Región Metropolitana de Santiago, y posteriormente senador por la Circunscripción N.º 16 de la Región de Los Lagos, desde 2006 y hasta 2011, cuando fue nombrado como ministro de Defensa Nacional, durante el primer gobierno del presidente Sebastián Piñera. Se desempeñó en el gabinete hasta noviembre de 2012, cuando renunció para participar como candidato presidencial de RN en las primarias de la Alianza en junio de 2013, donde resultó derrotado por Pablo Longueira (UDI). En las elecciones parlamentarias de ese mismo año volvió a ser electo como senador, esta vez por la Circunscripción N.º 7, Santiago Poniente, asumiendo en 2014 y dejando el escaño en 2020 para fungir nuevamente como ministro de Estado, pero en la segunda administración de Piñera.

## Biografía

### Familia y estudios
Nació el 7 de febrero de 1956, en Santiago, es uno de los cuatro hijos del matrimonio compuesto por el descendiente francés Miguel Allamand Madaune y Margarita Zavala Pinto.
Realizó sus estudios secundarios en el Saint George's College y en el Liceo José Victorino Lastarria, del cual egresó en 1973. Posteriormente ingresó a la Facultad de Derecho en la Universidad de Chile, donde obtuvo su licenciatura en ciencias jurídicas y sociales, con la memoria; El sistema de Tiempo Propio: un caso de aplicación práctica. Se tituló de abogado con distinción máxima, el 31 de enero de 1983.
Estuvo casado con Bárbara Lyon, con quien tuvo cuatro hijos; Olivia, Raimundo y Juan Andrés (fallecido el 20 de noviembre de 2003, quien producto de un accidente en la piscina, quedó con daño cerebral en 1990) y la actriz Ignacia Allamand. Desde 2006 es pareja de la también abogada y política Marcela Cubillos, con quien contrajo matrimonio el 17 de marzo de 2012, a pesar de haber votado en contra de la ley de divorcio, hecho del cual Allamand posteriormente se arrepintió. En septiembre de 2024 estalla un escándalo que involucra a su pareja, cuando se filtra el salario de 17 millones de pesos que Marcela Cubillos ganaba en la Universidad San Sebastián de forma irregular. Uno de los puntos criticados es que la misma residía en España debido al cargo de Allamand en la Secretaría Iberoamericana, lo que le impediría dar clases.

### Trayectoria laboral y vida académica

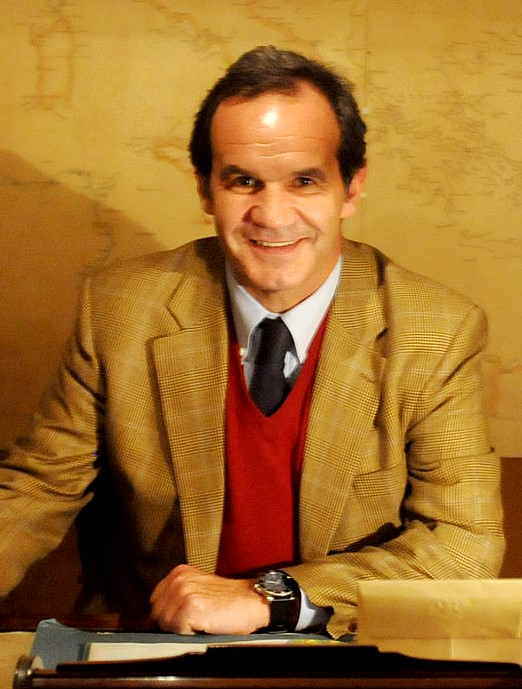
Andrés Allamand en 2010.

En el área profesional, trabajó en el Banco de Chile como procurador, y como abogado, se ha especializado en derecho comercial y constitucional. A principio de los años 1980, formó su propio estudio jurídico llamado Allamand, Barros, Mayol, Varela y Wagner Abogados Asociados, especializado en asuntos bancarios y comerciales. Fue socio de Jorge Schaulsohn en su estudio jurídico hasta que volvió a la política activa en marzo de 2006.[cita requerida]
Entre 1996 y 1998, presidió el Instituto Libertad, centro de estudios políticos y asesoría legislativa. A partir de ese último año y hasta 2000 fue consultor en el Banco Interamericano de Desarrollo (BID), con sede en Washington D. C., Estados Unidos, además de profesor visitante en la Georgetown University.
En 2001, se incorporó a la Universidad Adolfo Ibáñez (UAI) como director de Desarrollo; posteriormente creó la Escuela de Gobierno, de la que fue su primer decano. Desde entonces, ha impartido diversos cursos en los MBA de dicha universidad.
Asimismo, ha escrito sobre temas vinculados a la política, la ciencia política y otras materias relacionadas con su quehacer incursionando además, en el género de la novela. Fue columnista habitual del Diario Austral de Valdivia y del Diario de Osorno.

### Vida personal
Siendo un destacado rugbista en su juventud, integró la selección de Chile entre 1976 y 1982. Es además fanático de otros deportes, siendo socio del Club de Polo, Equitación San Cristóbal y del Stade Français.
En el apartado literario, se ha declarado admirador de Winston Churchill y un «devorador» de los libros de John Grisham.

## Carrera política

### Inicios
Inició su trayectoria política en 1972, como candidato de la Juventud del Partido Nacional (PN) a la presidencia de la Federación de Estudiantes Secundarios de Santiago (FESES); fue jefe estudiantil del citado partido (1972-1973). Participó en los Comandos Rolando Matus (CRM), grupos de choque del PN.
En junio de 1983, fue uno de los organizadores del Movimiento de Unión Nacional (MAN), del que fue secretario general hasta 1984 y, después, presidente por un periodo de dos años. En esta calidad, firmó en 1985 el Acuerdo Nacional para la Transición a la Plena Democracia, documento suscrito por un grupo importante de líderes políticos que logró sentar las bases para el retorno de la democracia a Chile.
Fue vicepresidente en la rama Pacific Democratic Union de la Unión Internacional Demócrata (UID), la principal agrupación de partidos de centroderecha del mundo. Entre 1990 y 1997 fue subsecretario general de la Unión de Partidos Latinoamericanos (UPLA).

### Renovación Nacional

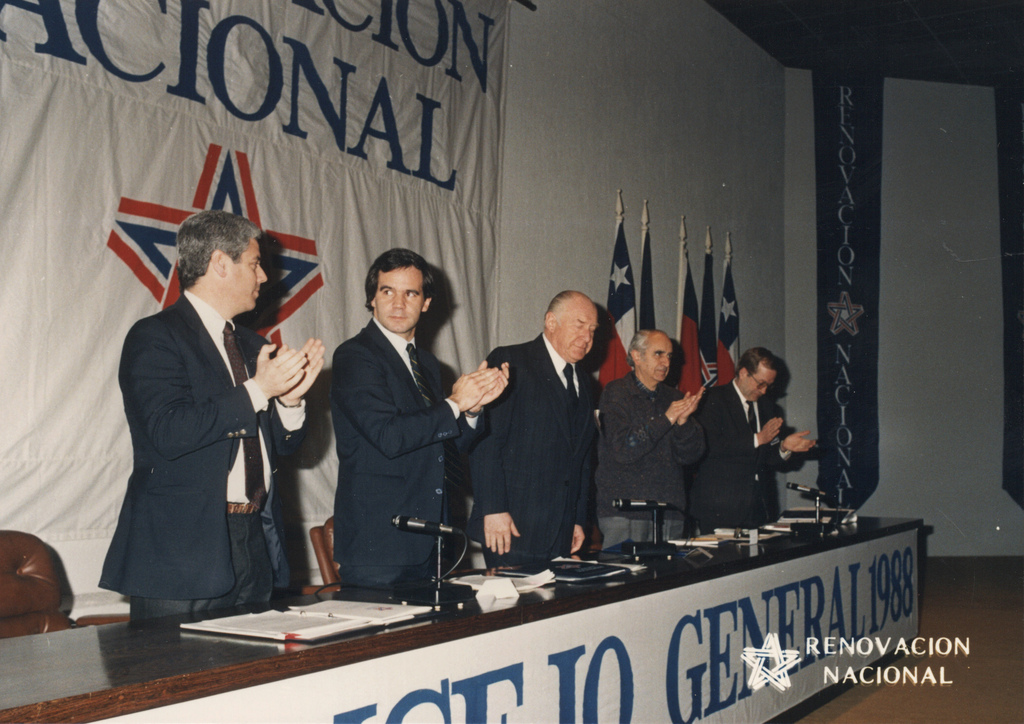
Allamand (segundo desde la izquierda) junto a otros miembros de Renovación Nacional en 1988.

En vistas al plebiscito nacional de 1988, se convirtió, junto a Sergio Onofre Jarpa, Juan Antonio Coloma Correa y otros políticos de derecha y centroderecha, en fundador del partido Renovación Nacional (RN) el 29 de abril de 1987, el cual aglutinó a gran parte de los partidos y movimientos políticos que apoyaban la continuidad de la dictadura militar en el plebiscito de 1988. Fue vicepresidente de RN desde su fundación hasta 1988 y secretario general hasta 1990. A partir de ese último año, fue elegido presidente por un nuevo periodo, entre 1990 y 1992, y luego por otros dos más: 1992 y 1994; y 1994 y 1996. En forma paralela, en su calidad de parlamentario y dirigente político, fue invitado a diversos foros y conferencias internacionales en Estados Unidos y Europa, siendo en 1993, nombrado como secretario de la UPLA.

### Diputado (1994-1998)
En las elecciones parlamentarias de 1993, resultó elegido como diputado por el entonces distrito n.º 23, correspondiente a las comunas de Las Condes, Vitacura y Lo Barnechea, de la Región Metropolitana (para el periodo 1994-1998). Integró la Comisión Permanente de Constitución, Legislación y Justicia; y la Comisión Especial para el Desarrollo Social y participación de Chile en la Cumbre Mundial.
En las elecciones parlamentarias de 1997, repostuló a un escaño en el Congreso, esta vez como senador por la Región Metropolitana Oriente; circunscripción N.º 8, pero no resultó elegido.

### Senador (2006-2011)

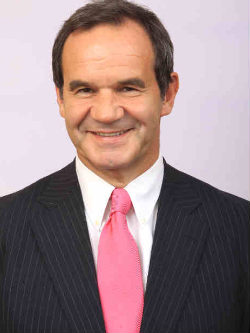
Fotografía oficial como senador de la República en marzo de 2010.

En la elecciones parlamentarias de 2005 fue elegido como senador de la República por la región de los Ríos Circunscripción n.º 16 (para el período legislativo 2006-2014), correspondiente a las provincias de Valdivia, Puerto Montt y Quellón. Integró las comisiones de Agricultura; de Trabajo y Previsión Social, que también presidió; de Medio Ambiente y Bienes Nacionales; de Ética y Transparencia del Senado; y de Economía.
Paralelamente, en el año 2009 integró el Comité Estratégico de la campaña presidencial del candidato de su partido, Sebastián Piñera.
En enero de 2011 renunció a su cargo para asumir como ministro de Defensa Nacional del primer gobierno del presidente Sebastián Piñera siendo reemplazado por Carlos Larraín Peña, entonces presidente de RN.

### Ministro de Defensa (2011-2012)

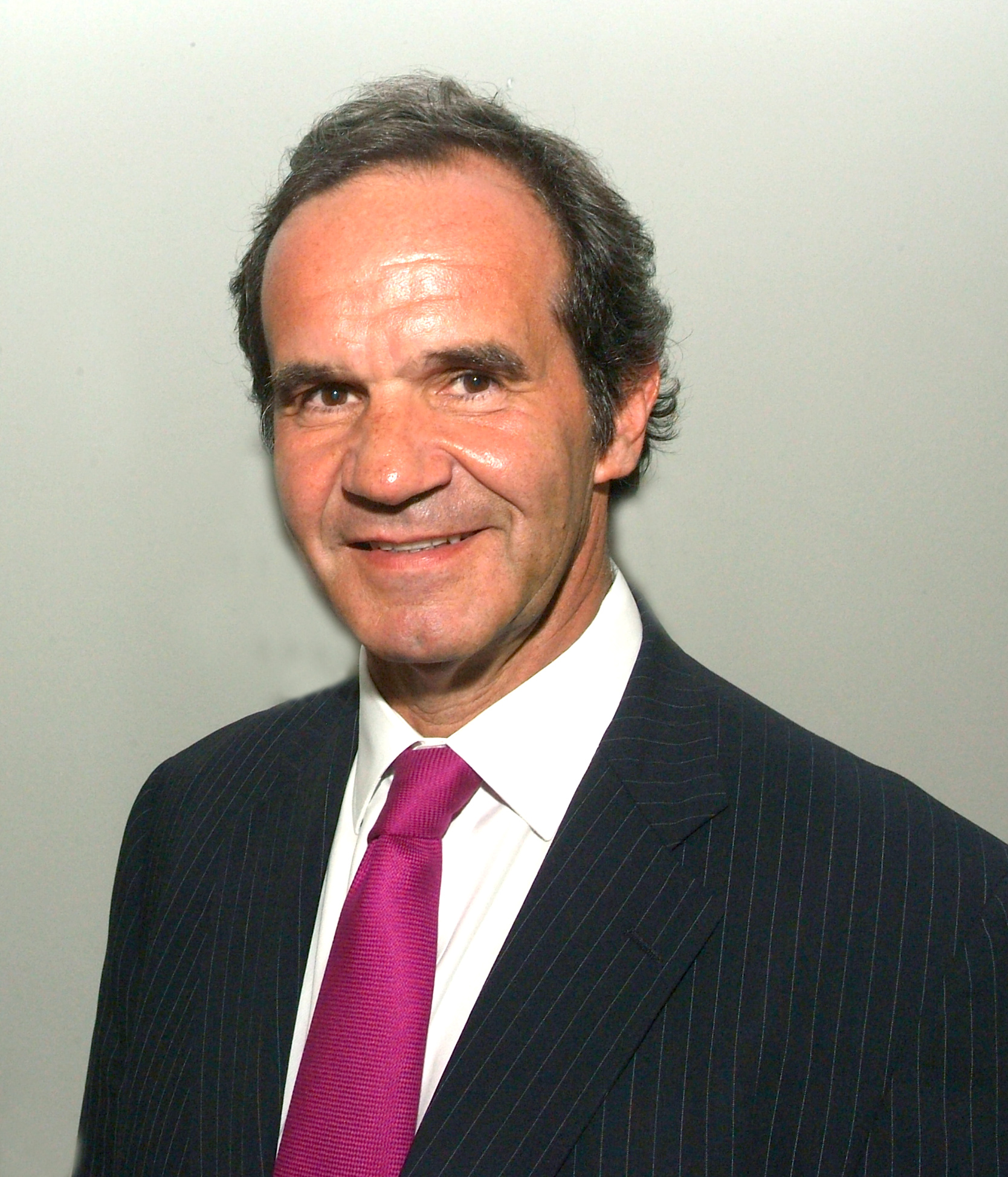
Fotografía oficial de Andrés Allamand como ministro de Defensa Nacional.

El 13 de enero de 2011 el entonces ministro de Defensa Nacional Jaime Ravinet presentó su renuncia por «razones particulares y personales», luego de una serie de críticas a su gestión. La salida de Ravinet tuvo como consecuencia el primer cambio del gabinete de Sebastián Piñera, que incluyó el reemplazo de los titulares de Transporte, Trabajo, Defensa y Energía.
Allamand, por entonces senador por la región de Los Ríos, ocupó la cartera de Defensa Nacional, cargo al que juró junto con los demás nuevos ministros en el Palacio de La Moneda el 17 de enero de 2011, en una breve ceremonia presidida por el subsecretario del Interior, Rodrigo Ubilla.
En septiembre de 2011, por encargo del gobierno, tras la tragedia de Juan Fernández viajó a esa isla para encabezar la búsqueda de los restos mortales de Felipe Cubillos, Felipe Camiroaga, Roberto Bruce, entre otros. El 5 de noviembre de 2012 abandonó este cargo para volver a la política partidista.

### Elecciones de 2013 y senador (2014-2020)

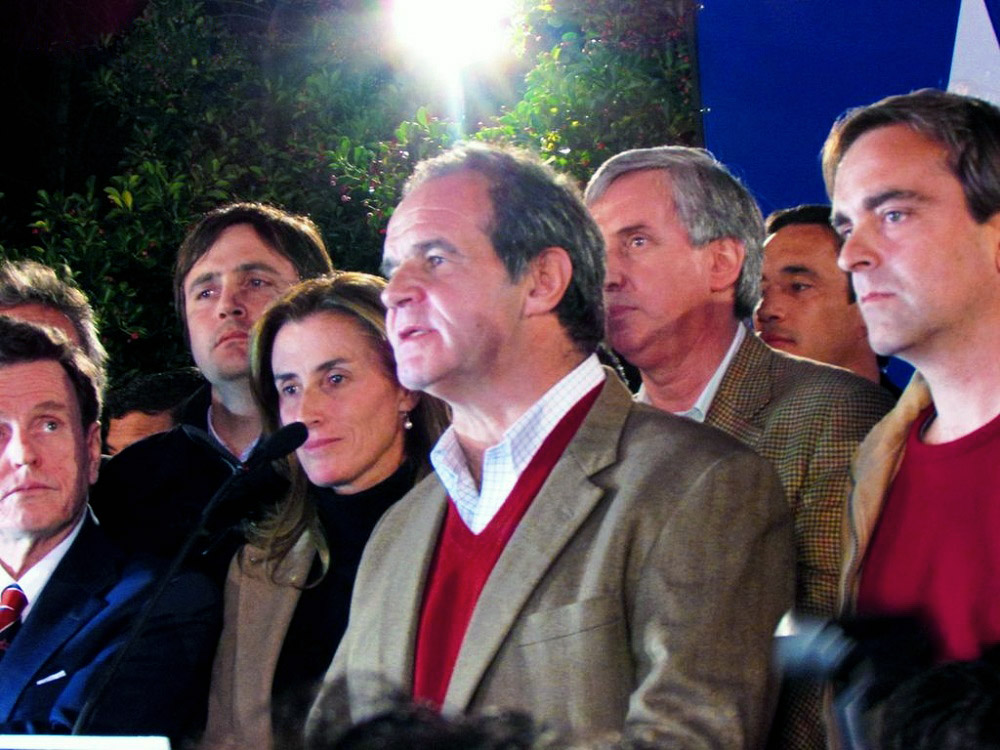
Allamand junto a miembros de RN durante un discurso tras las primarias de la Alianza, 1 de julio de 2013.

El 6 de noviembre de 2012, en la sede central de Renovación Nacional (RN) fue proclamado, de manera informal, como candidato de este partido a las elecciones primarias vinculantes, proclamación que se repitió a través del país en los días subsiguientes; fue ratificado oficialmente por su partido el sábado 17 de ese mes. El 30 de junio de 2013, día de la celebración de las primarias, Allamand resultó derrotado por Pablo Longueira (UDI), que se convirtió así en el candidato de la Alianza para la presidencial.
Después de las primarias, aceptó competir por un escaño senatorial en Santiago Poniente, a pesar de que lo había descartado en un comienzo. Para ello, Catalina Parot, su vocera durante la campaña para la candidatura de presidente y exministra de Bienes Nacionales, le cedió su cupo. Si bien fue considerado como una de las opciones para ser el candidato de la Alianza tras la renuncia de Pablo Longueira a su candidatura, planteó que sólo podría serlo si hubiera un consenso entre los partidos de la coalición. Sin embargo, luego de la candidatura de Evelyn Matthei levantada por la UDI, el 23 de julio Allamand descartó dicha opción. En las elecciones parlamentarias de 2013 fue elegido senador por la circunscripción de Santiago Poniente, superando en número de votos al otro candidato de la Alianza, Pablo Zalaquett. Se convirtió así en el primer candidato de la historia de RN en ser elegido senador por dicha circunscripción. Reemplazó, en su sector político, a Jovino Novoa Vásquez, quien no se presentó a reelección.
Durante su gestión parlamentaria, integró las comisiones permanentes de Derechos Humanos, Nacionalidad y Ciudadanía, entre el 1 de abril y el 7 de mayo de 2014; de Trabajo y Previsión Social, entre el 1 de abril de 2014 y el 10 de marzo de 2018; y en el 21 de marzo del mismo año al 28 de julio de 2020; de Educación y Cultura, entre el 1 de abril de 2014 y el 4 de abril de 2018; de Medio Ambiente y Bienes Nacionales, desde el 10 de mayo de 2017 y el 10 de marzo de 2018; de Seguridad Pública, entre el 4 de abril de 2018 y el 13 de marzo de 2019; y de Constitución, Legislación, Justicia y Reglamento, entre el 21 de marzo de 2018 y el 27 de julio de 2020.

### Ministro de Relaciones Exteriores (2020-2022)
El 28 de julio de 2020, durante el quinto cambio de gabinete del segundo gobierno de Sebastián Piñera, fue nombrado por este como ministro de Relaciones Exteriores, sucediendo a Teodoro Ribera. Para ocupar su escaño en el Senado su partido RN designó a la diputada Marcela Sabat.
El 26 de noviembre de 2021, fue electo durante la «Reunión de Ministras y Ministros de Relaciones Exteriores» de los países iberoamericanos, celebrada en Santo Domingo, República Dominicana, como secretario general de la Secretaría General Iberoamericana (SEGIB).
Renunció al cargo el 6 de febrero de 2022 en medio de una crisis migratoria en el norte del país y críticas de la oposición por un «notable abandono de deberes», tras una estadía en España, usando su tiempo de vacaciones como ministro, siendo nombrado en Madrid como secretario general de la Secretaría General Iberoamericana durante dicha estancia en el país europeo.
El 4 de mayo de 2022 un grupo de  diputados y diputadas del Partido de la Gente (PDG), Partido Ecologista Verde (PEV), Partido Humanista (PH) e independientes cercanos a Evópoli y Convergencia Social (CS) ingresaron una acusación constitucional en su contra por "haber comprometido gravemente el honor o la seguridad de la nación". Con fecha 18 de mayo de 2022 la defensa del exministro presentó una cuestión previa, la que finalmente fue aceptada por la cámara baja por lo que se desestimó la acusación y se tuvo por no interpuesta.
El resultado de la admisibilidad de la cuestión previa de la acusación constitucional en la Cámara de Diputados fue el siguiente:
| Fecha              | Resultado                                              | Voto |    |    |    |    |   |   |   |   |   |   |   |   |   |   |   |   |   |   | Ind. | Total   |
| ------------------ | ------------------------------------------------------ | ---- | -- | -- | -- | -- | - | - | - | - | - | - | - | - | - | - | - | - | - | - | ---- | ------- |
| 18 de mayo de 2022 | Admisible · No interpuesta, se · acoge cuestión previa | Sí   | 23 | 22 | 11 | 10 | 9 | 9 | 6 | 8 |   | 6 | 4 | 1 | 1 | 1 | 2 | 2 |   | 2 | 1    | 118/155 |
| 18 de mayo de 2022 | Admisible · No interpuesta, se · acoge cuestión previa | No   |    |    |    | 1  |   | 1 | 1 |   | 7 |   |   |   | 2 | 1 |   |   | 1 |   | 1    | 15/155  |
| 18 de mayo de 2022 | Admisible · No interpuesta, se · acoge cuestión previa | Abs. |    |    |    | 2  |   |   |   |   |   |   |   | 3 |   |   |   |   |   |   |      | 5/155   |
| 18 de mayo de 2022 | Admisible · No interpuesta, se · acoge cuestión previa | Aus. | 2  | 1  | 4  |    | 3 |   | 2 |   |   | 1 |   |   | 1 | 1 | 1 |   | 1 |   |      | 17/155  |

### Secretario general Iberoamericano (2022-)
Asumió como titular de la Secretaría General Iberoamericana el 8 de febrero de 2022.

## Condecoraciones

### Condecoraciones extranjeras
- Gran Cruz de la Orden Nacional al Mérito ( Ecuador, 10 de mayo de 2021).[45]

## Historial electoral

### Elecciones parlamentarias de 1993
- Elecciones parlamentarias de 1993, candidato a diputado por el distrito 23 (Las Condes, Vitacura y Lo Barnechea), Región Metropolitana[46]

### Elecciones parlamentarias de 1997
- Elecciones parlamentarias de 1997, candidato a senador por la Circunscripción 8, Santiago Oriente[47]

### Elecciones parlamentarias de 2005
- Elecciones parlamentarias de 2005, candidato a senador por la Circunscripción 16, Los Ríos [48]

### Elecciones primarias de 2013
Candidato presidencial del pacto Alianza

### Elecciones parlamentarias de 2013
- Elecciones parlamentarias de 2013, candidato a senador por la Circunscripción 7 (Santiago Poniente)[50]

## Obras escritas
Junto con su pareja Marcela Cubillos escribió La estrella y el arco iris (2010), sobre cómo la Concertación fue derrotada después de 20 años de poder.
- Allamand, Andrés (2016). La Salida. Cómo derrotar a la Nueva Mayoría en 2016. Aguilar.
- —— (2007). El Desalojo. Por qué la Concertación debe irse el 2010. Aguilar.
- Co-autor (2003). La política importa. Democracia y desarrollo en América Latina. Banco Interamericano de Desarrollo e IDEA.
- Varios autores (2000). Chile y México: Dos transiciones frente a frente. Editorial Grijalbo.
- Varios autores (1999). El modelo chileno. Democracia y desarrollo en los noventa. LOM.
- Allamand, Andrés (1999). La Travesía del Desierto. Editorial Alfaguara. ISBN 956-239-078-0.
- Varios autores (1997). Partidos Políticos y gestión estratégica. ILPES.
- Allamand, Andrés (1974). No Virar Izquierda. Ediciones Soberanía. Empresa Editora e Impresora.